# Diuris
Diuris är ett släkte av orkidéer. Diuris ingår i familjen orkidéer.

## Bildgalleri

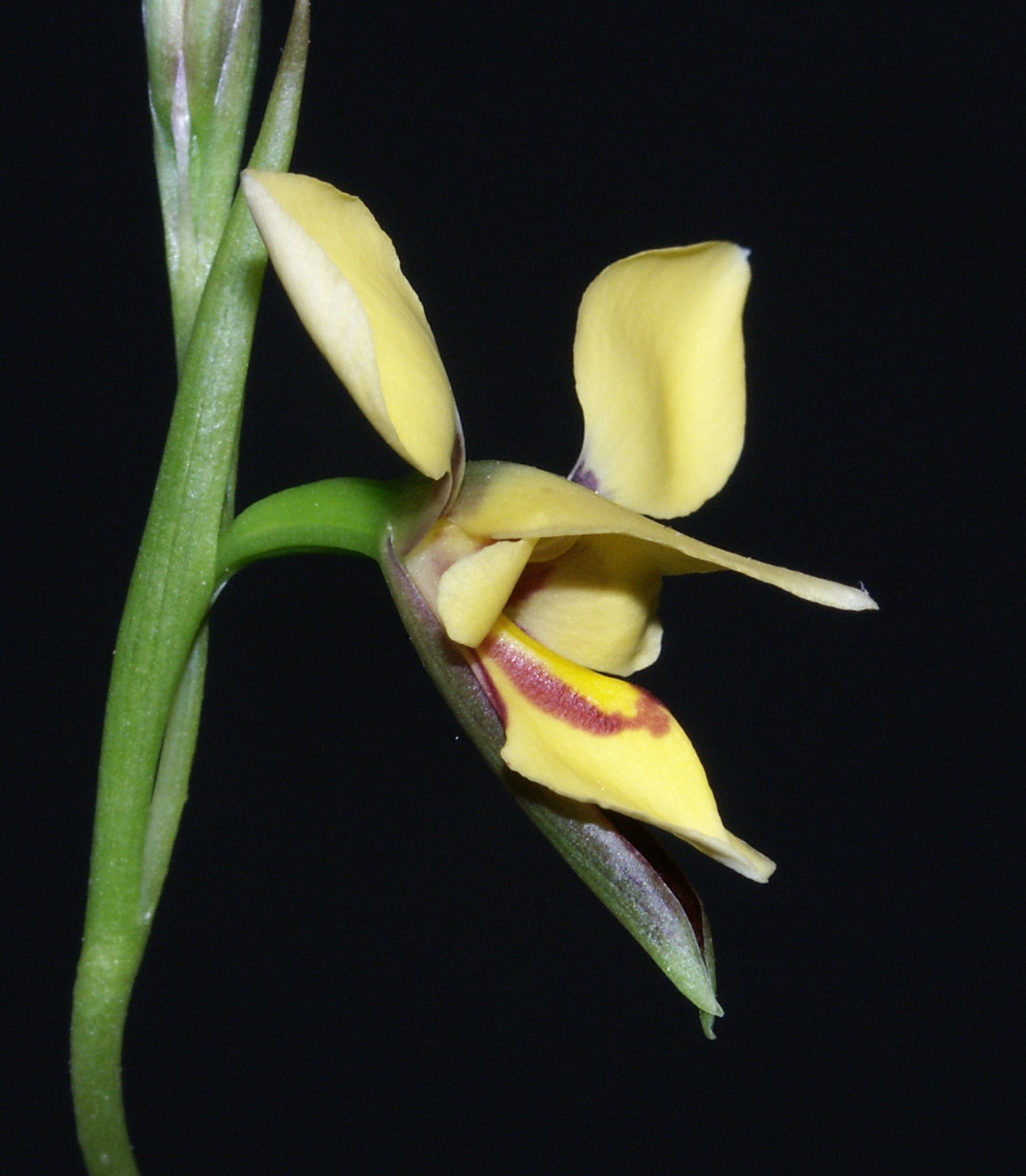
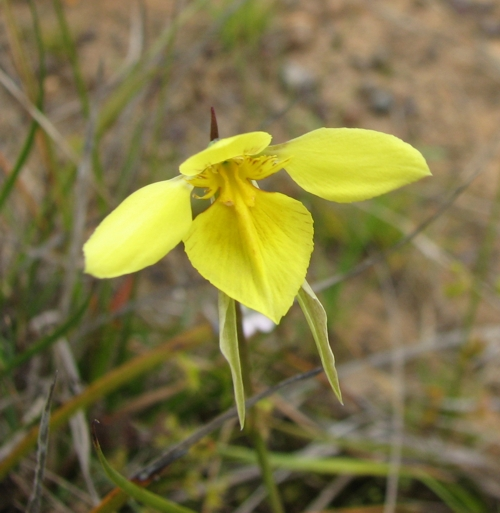
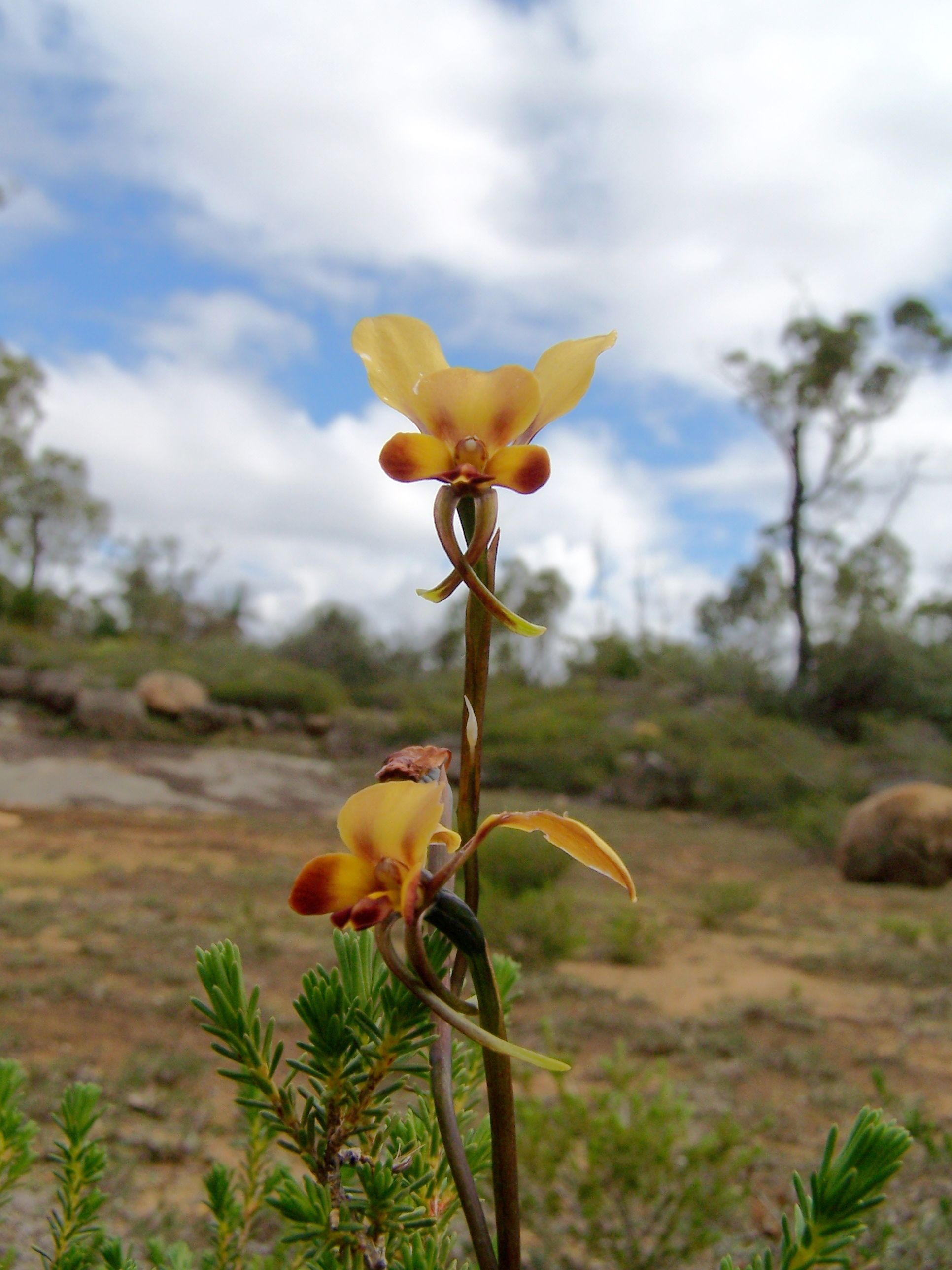
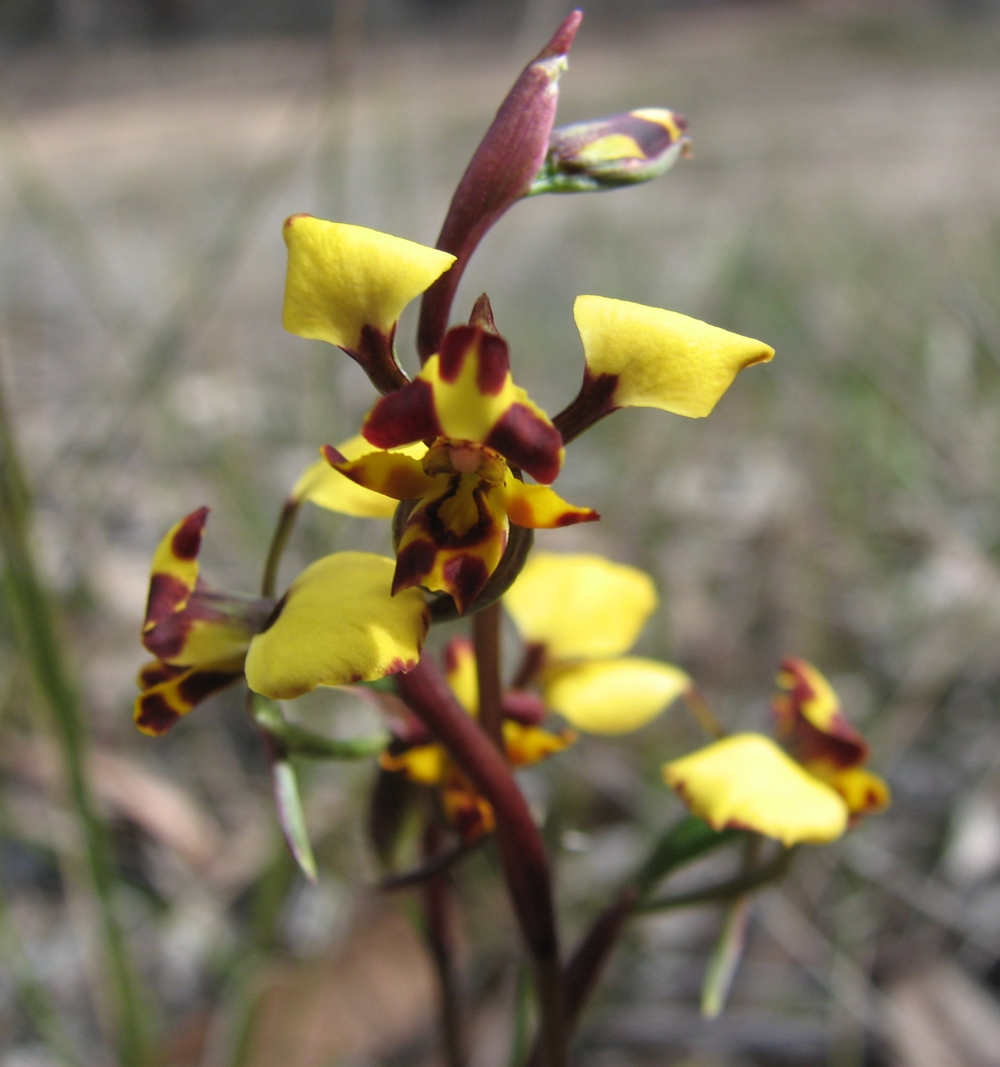
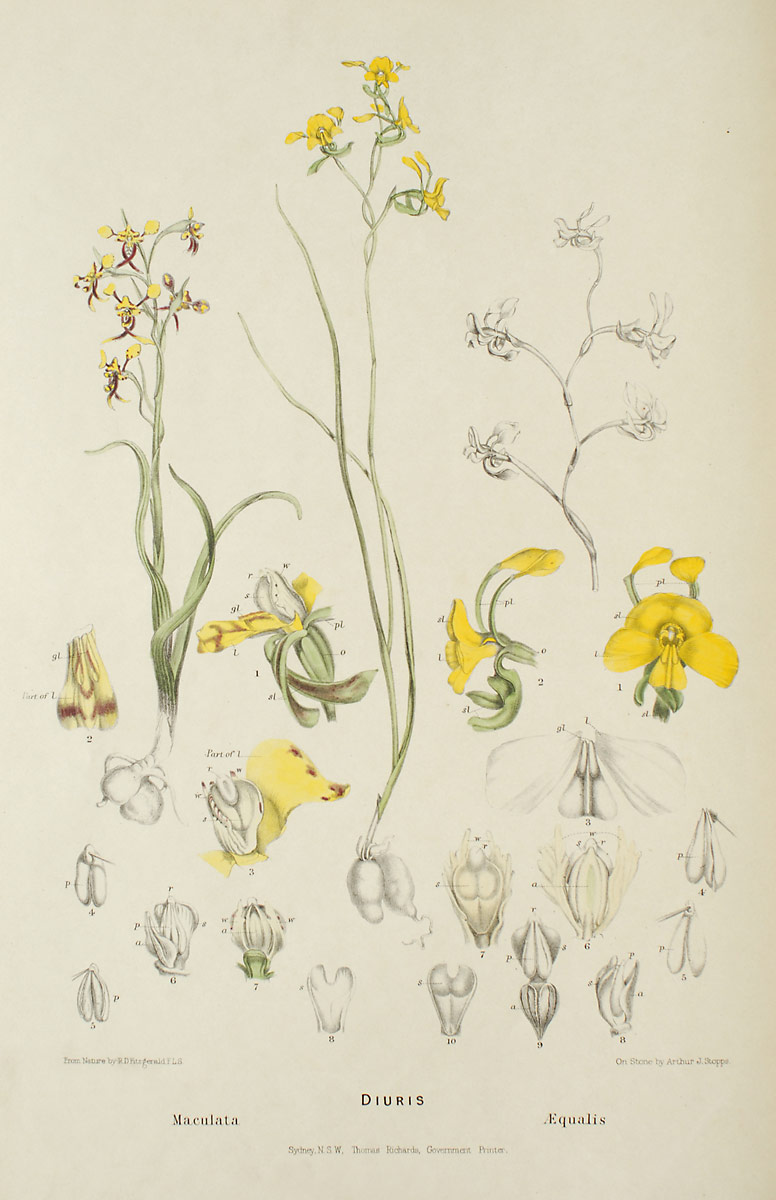
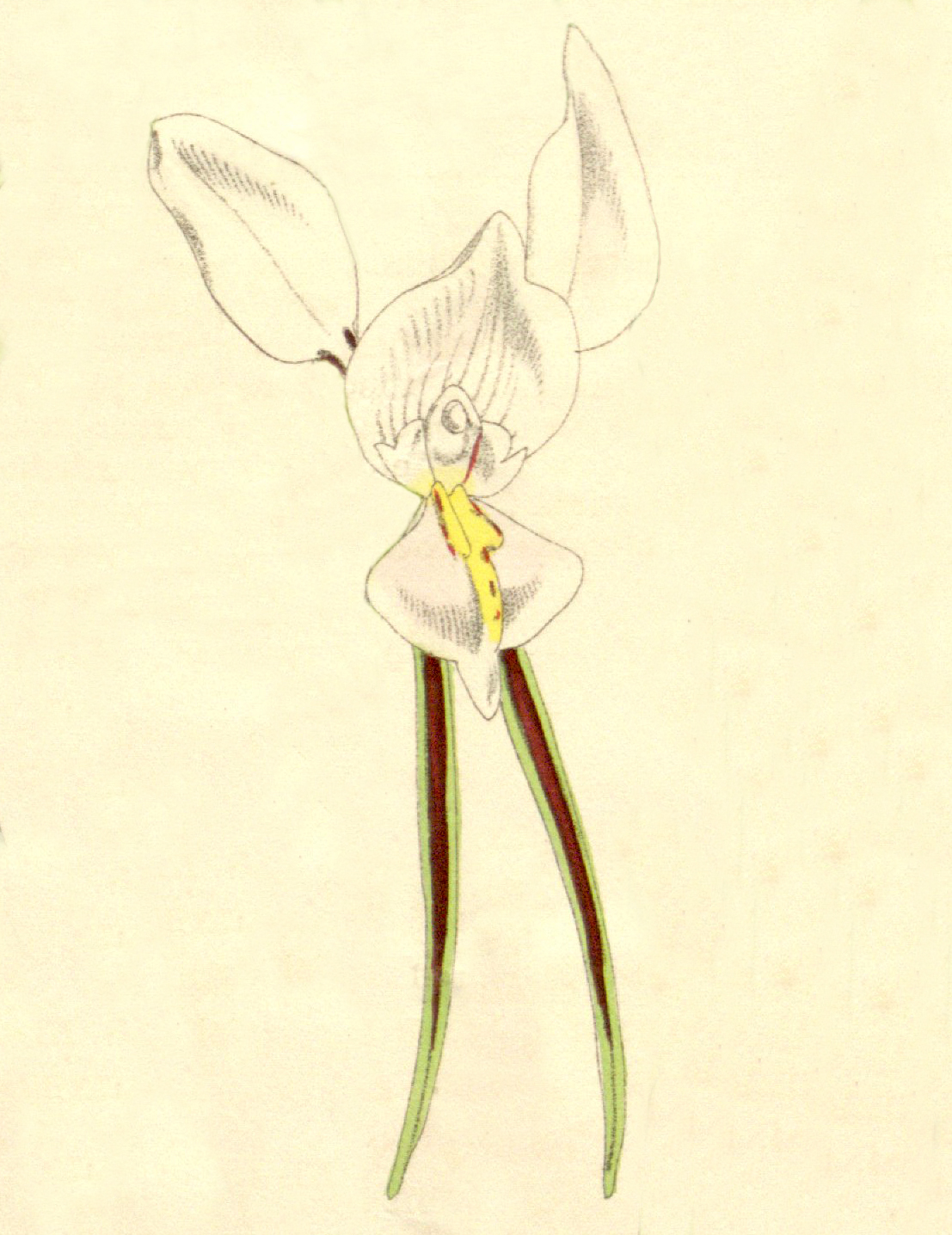

## Dottertaxa tillDiuris, i alfabetisk ordning[1]
- Diuris abbreviata
- Diuris aequalis
- Diuris alba
- Diuris amplissima
- Diuris arenaria
- Diuris aurea
- Diuris basaltica
- Diuris behrii
- Diuris bracteata
- Diuris brevifolia
- Diuris brevissima
- Diuris brumalis
- Diuris byronensis
- Diuris callitrophila
- Diuris carinata
- Diuris chrysantha
- Diuris chryseopsis
- Diuris concinna
- Diuris conspicillata
- Diuris corymbosa
- Diuris cuneata
- Diuris curta
- Diuris curvifolia
- Diuris disposita
- Diuris drummondii
- Diuris eborensis
- Diuris eburnea
- Diuris emarginata
- Diuris exitela
- Diuris fastidiosa
- Diuris filifolia
- Diuris flavescens
- Diuris fragrantissima
- Diuris fryana
- Diuris fucosa
- Diuris gregaria
- Diuris heberlei
- Diuris immaculata
- Diuris laevis
- Diuris lanceolata
- Diuris laxiflora
- Diuris longifolia
- Diuris luteola
- Diuris maculata
- Diuris magnifica
- Diuris micrantha
- Diuris monticola
- Diuris nebulosa
- Diuris nigromontana
- Diuris ochroma
- Diuris oporina
- Diuris orientis
- Diuris palachila
- Diuris palustris
- Diuris pardina
- Diuris parvipetala
- Diuris pedunculata
- Diuris picta
- Diuris platichila
- Diuris polymorpha
- Diuris praecox
- Diuris protena
- Diuris pulchella
- Diuris punctata
- Diuris purdiei
- Diuris recurva
- Diuris secundiflora
- Diuris semilunulata
- Diuris setacea
- Diuris striata
- Diuris subalpina
- Diuris sulphurea
- Diuris tricolor
- Diuris unica
- Diuris venosa